# DuoLife Magazine
DuoLife Magazine – ogólnopolski periodyk o profilu lifestylowo-biznesowym od stycznia 2018 roku kolportowany w sieciach Empik. 
DuoLife Magazine powstał w styczniu 2017 roku na podstawie uzgodnień Zarządu i Rady Nadzorczej DuoLife jako organ prasowy firmy DuoLife S.A. wspierający działalność członków Klubu DuoLife. Funkcję pierwszej redaktor naczelnej pełniła w tym czasie Monika Rędzińska. Rok później, wspólną decyzją redakcji DuoLife Magazine oraz Zarządu DuoLife, periodyk rozpoczął działalność jako niezależny magazyn.
Adres redakcji nadal pozostaje spójny z siedzibą DuoLife S.A.

## Zawartość
DuoLife Magazine jest podzielony na pięć obszarów tematycznych:
- lifestyle
- biznes
- zdrowie
- technologie
- podróże

Sekcję lifestyle podsumowuje stała rubryka Warto przeczytać promująca publikacje oscylujące wokół tematów: zdrowia, rozwoju osobistego i finansów.

## Profil magazynu
Na łamach DuoLife Magazine podkreślane są następujące wartości:
- zdrowie – redakcja ściśle współpracuje ze środowiskiem medycznym, uniwersyteckim i sportowym,
- równowaga w życiu prywatnym i zawodowym – studium przypadku, głównie w oparciu o rozmowy z doświadczonymi personami ze świata biznesu ze szczególnym nastawieniem na biznes softmarketingowy,
- nauka – z naciskiem na rozwój osobisty, najnowsze odkrycia w obszarze medycyny, a także wykorzystanie nowych technologii w strategiach sprzedażowych.

## Zespół redakcyjny
- Angelika Łuszcz – redaktor naczelna
- Anna Rzadkowska – redaktor
- Jakub Starzyk – redaktor
- Rafał Topolski – projekt i skład graficzny
- Joanna Kolibaj – projekt i skład graficzny
- Diana Gadula – projekt i skład graficzny
- Kamil Zuzel – projekt i skład graficzny